# Wierchniaja Turanka
Wierchniaja Turanka (ros. Верхняя Туранка) – wieś (ros. деревня, trb. dieriewnia) w zachodniej Rosji, w sielsowiecie olchowskim rejonu chomutowskiego w obwodzie kurskim.

## Geografia
Miejscowość położona jest 11 km od centrum administracyjnego sielsowietu olchowskiego (Olchowka), 21 km od centrum administracyjnego rejonu (Chomutowka), 104 km od Kurska.

## Historia
Do czasu reformy administracyjnej w roku 2010 wieś Wierchniaja Turanka wchodziła w skład sielsowietu bolszealeszniańskiego, który w tymże roku został (wraz z sielsowietami niżnieczupachińskim i nadiejskim) włączony w sielsowiet olchowski.

## Demografia
W 2010 r. miejscowość zamieszkiwały 22 osoby.